# Еванта (спътник)
Вижте пояснителната страница за други значения на Еванта.
Еванта е естествен спътник на Юпитер. Открит е от екипа от астрономи Скот Шепърд, Дейвид Джуит и Ян Клайн на 11 декември 2001 г. Първоначалното означение на спътника е S/2001 J 7. Спътникът носи името на фигурата от древногръцката митология Еванта – майка на Харитите.
Юанти е малко по размери тяло с диаметър от 3 km и се намира на ретроградна орбита около Юпитер. Принадлежи към групата на Ананке.